# Тієс (область)
Тіє́с (фр. Thiès) — область в Сенегалі. Адміністративний центр — місто Тієс. Площа — 6 601 км², населення — 1 532 100 чоловік (2010 рік).

## Географія
На заході межує з областю Дакар, на північному сході з областю Луга, на сході з областю Діурбель, на південному -востоке з областю Фатік. Західна частина області омивається водами Атлантичного океану.

## Адміністративний поділ
Адміністративно область поділяється на 3 департаменти:

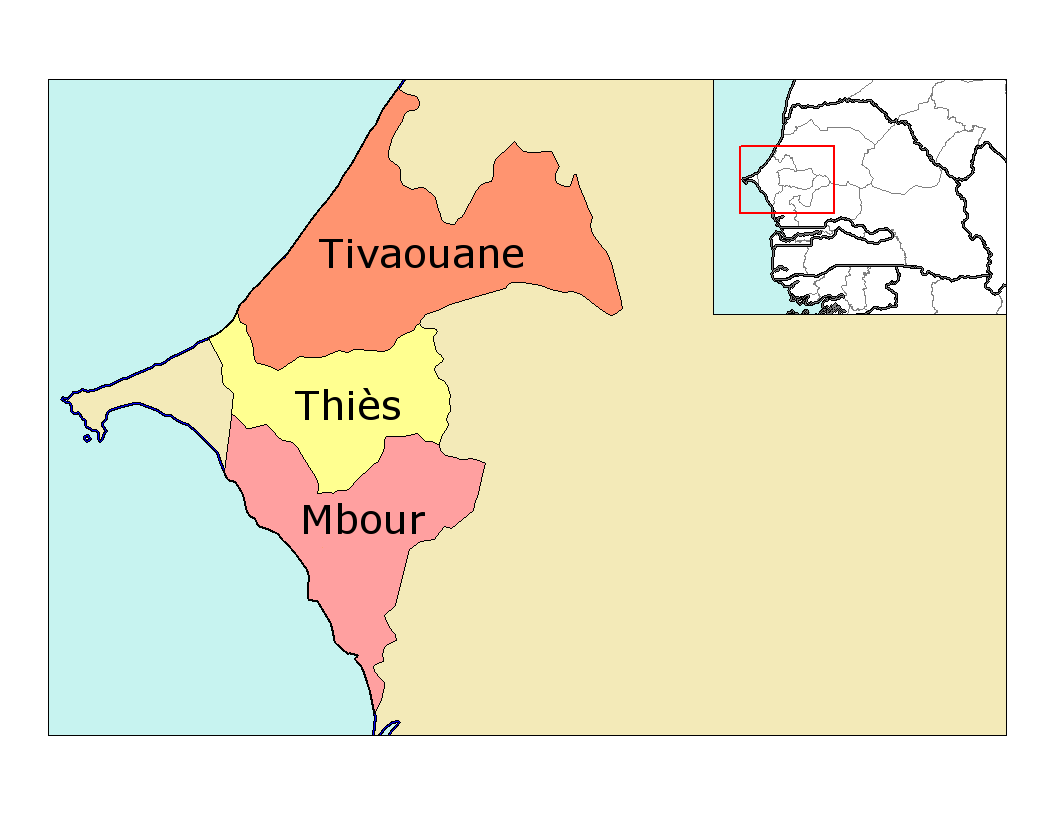
Департаменти області

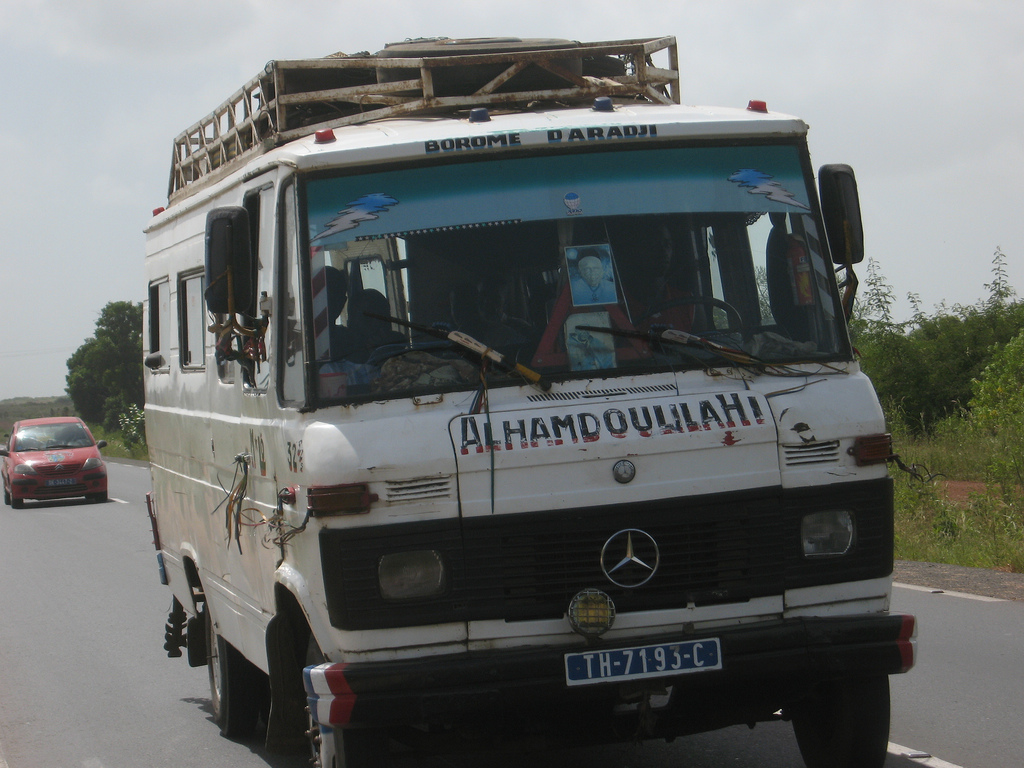
На дорозі в області Тієс

- Тієс
- Тівоуан
- Мбоур